# Качурка Матсудайра
Качурка Матсудайра (Oceanodroma matsudairae) — вид морських буревісникоподібних птахів родини качуркових (Hydrobatidae).

## Назва
Вид названо на честь японського орнітолога Матсудайри Йорікацу.

## Поширення
Вид поширений на заході Тихого океану. Гніздиться на островах Кадзан, що належать Японії. Гніздові колонії знаходяться на острові Мінамі-Іото, раніше також гніздився на Кіта-Іото. На зимівлю птах мігрує в західну частину Індійського океану.

## Опис
Птах до 25 см завдовжки та розмахом крил до 56 см. Оперення його темне. Хвіст довгий і роздвоєний.